# Raffaele de Notaristefani
Raffaele de Notaristefani dei duchi di Vastogirardi (Napoli, 20 ottobre 1861 – Roma, 13 dicembre 1933) è stato un nobile e magistrato italiano.

## Biografia
Figlio di Vitantonio de Notaristefani, patrizio di Ravello e di Marianna Petra, duchessa di Vastogirardi e marchesa di Caccavone, sposò Luisa Caporali nel 1891 e dalla loro unione nacquero Vito, Olga, Marianna e Sofia.
Iniziò gli studi di giurisprudenza a Napoli e in seguito intraprese la carriera di magistrato raggiungendo il grado di Procuratore Generale del Re d'Italia presso la Corte di cassazione e diventando Presidente dell'Associazione magistrati, dedicandosi con passione al servizio dello Stato come i suoi fratelli: Ferdinando, primo Presidente di Corte d'Appello, Michele, Presidente di Corte d'Appello di Napoli; Marzio, Consigliere di Corte di Cassazione e Paolo, Procuratore del Re d'Italia.
Fu Grande Ufficiale dell'Ordine dei Santi Maurizio e Lazzaro e Gran Croce dell'Ordine della Corona d'Italia.
Nel 1907 venne coinvolto nel processo già in atto contro Pietro Acciarito, artefice del fallito attentato contro il re d'Italia Umberto I nel 1898, svelando "l'inganno ignobile", come lo defini la stampa progressista dell'epoca, architettato contro l'imputato Acciarito per indurlo a denunciare i propri complici con una falsa lettera della sua amante, da parte del Capo di Gabinetto del direttore delle carceri del regno, Alessandro Doria, in combutta con altri funzionari dello Stato. Quando questo raggiro venne portato a conoscenza dell'opinione pubblica dal giornale cattolico "L'Avvenire d'Italia" nel 1907, lo scandalo fu grande e Raffaele de Notaristefani, resistendo alle pressioni per l'insabbiamento della vicenda, portò avanti l'istruttoria, a sostegno del pieno rispetto delle garanzie della difesa e ottenne il rinvio a giudizio dei funzionari pubblici.
Trasferito d'ufficio a Napoli, Raffaele partecipò al processo intentato dal sindaco di Napoli, Celestino Summonte, e dal direttore del giornale "Il Mattino", Edoardo Scarfoglio, contro il piccolo giornale socialista "La Propaganda", che aveva denunciato collegamenti tra la camorra e il comune di Napoli, in occasione di commesse comunali, tramite il mediatore d'affari e parlamentare Alberto Aniello Casale. Il sostituto Procuratore del re Raffaele de Notaristefani, pronunciò la sua requisitoria contro il querelante il 31 ottobre 1900 e la sentenza di assoluzione a favore degli imputati, dimostrando l'esistenza di rapporti occulti e ambigui tra il comune e la camorra, dando torto al sindaco di Napoli che fu costretto alle dimissioni, travolto dallo scandalo.
Dopo questa sentenza il Presidente del Consiglio Saracco firmò il decreto di istituzione della Commissione di inchiesta per indagare sulla camorra nell'amministrazione del comune di Napoli.
Raffaele si impegnò sempre più nella difesa delle prerogative e dell'indipendenza delle magistratura e nel 1919 venne eletto nel Consiglio Centrale della Associazione dei magistrati; fu il primo firmatario della petizione contro la conversione in legge del decreto 18 luglio 1920 n.1004.
In seguito divenne Presidente dell'Associazione magistrati, ma nel maggio del 1922 fu costretto alle dimissioni da questa carica a seguito di contrasti con il regime fascista; infine nel 1923, per effetto della riforma De Stefani di stampo antidemocratico e dietro esplicito invito di Mussolini, viene collocato a riposo dalla carica di Procuratore Generale, insieme al suo amico e collega Lodovico Mortara, Presidente della Cassazione, continuando la sua carriera come avvocato civilista.

## Pubblicazioni
- "Intorno agli articoli 279 e 436 del Codice Penale: l'imputato che mentisce" (in "La Legge" 1895, vol. II, fasc. B)
- "Bigamia e nullità di matrimonio", Napoli, 1896
- "L'eterno dissidio tra la psichiatria e la giustizia penale" (in Giurisprudenza Italiana, vol. CXLVIII)
- "Intorno alla condanna condizionale", Portici, Stab. Tip. Vesuviano, 1900
- "La pena indeterminata" (Conferenza al Circolo Giuridico del 29 aprile 1900)
- "L'azione penale nel procedimento della Gran Bretagna", Napoli, Stab. Tip. Gennaro M. Priore, 1901
- "Sulla riparazione delle vittime degli errori giudiziari" (Conferenza al Circolo Giuridico del 1899)
- "L'autorità competente ad applicare il cumulo giuridico" (Foro penale 1895)
- "Disposizione e presentazione d'infanti negli ospizi, art. 362 c.p." (in Giurisprudenza Italiana, 1896, CXLVIII)
- "Le tache vuote" 1901 (in La Domenica Giudiziaria, anno II, n.ri 12/13)
- "Contro l'impunità degli omicidi", 1891 (Giurisprudenza Italiana)
- "Ancora la frode punibile" - Foro Penale, Gennaro Escobado, 1897
- "Risarcimento dei danni morali" (in La Domenica Giudiziaria, 1901, anno IV, n. 14)
- "La responsabilità civile degli infermi di mente" (in Psichiatria Forense, Antropologia Criminale e Scienze Affini, Anno IV, 1901, n. 3/4)
- "Se e quando un imputato possa contro un altro costituirsi parte civile", Napoli, Stab. Tip. Gennaro M. Priore, 1901
- "La querela di parte nelle leggi dell'impero germanico", Napoli, Stab. Tip. Gennaro M. Priore, 1902